# Spółgłoska uderzeniowa dziąsłowa bezdźwięczna
Spółgłoska uderzeniowa dziąsłowa bezdźwięczna – rodzaj dźwięku mowy, spotykany w niektórych językach naturalnych. W Międzynarodowym alfabecie Fonetycznym jest oznaczana symbolem [ɾ̥], a w X-SAMPA – symbolem [4_0].

## Artykulacja
- powietrze jest wydychane z płuc – jest to spółgłoska płucna egresywna
- wejście do jamy nosowej jest zablokowane przez podniebienie miękkie i języczek – jest to spółgłoska ustna.
- powietrze przepływa nad środkową częścią języka – jest to spółgłoska środkowa
- język styka się z dziąsłami – jest to spółgłoska dziąsłowa
- kontakt artykulatorów jest bardzo krótki – jest to spółgłoska uderzeniowa
- więzadła głosowe nie drgają – jest to spółgłoska bezdźwięczna

## Przykłady
| Język     | Język     | Słowo | MAF     | Znaczenie |       |
| --------- | --------- | ----- | ------- | --------- | ----- |
| bengalski | bengalski | আবার   | [ˈäbäɾ̥] | znów      | [ 1 ] |